# Делень (комуна, Констанца)
Делень, Делені (рум. Deleni) — комуна у повіті Констанца в Румунії. До складу комуни входять такі села (дані про населення за 2002 рік):
- Делень (420 осіб) — адміністративний центр комуни
- П'єтрень (909 осіб)
- Петрошань (641 особа)
- Шипотеле (564 особи)

Комуна розташована на відстані 156 км на схід від Бухареста, 51 км на захід від Констанци, 148 км на південь від Галаца.

## Населення
За даними перепису населення 2002 року у комуні проживали 2534 особи.
Національний склад населення комуни:
| Національність   | Кількість осіб | Відсоток |
| ---------------- | -------------- | -------- |
| румуни           | 2501           | 98,7%    |
| турки            | 20             | 0,8%     |
| цигани           | 10             | 0,4%     |
| росіяни-липовани | 1              | < 0,1%   |
| болгари          | 1              | < 0,1%   |

Рідною мовою назвали:
| Мова       | Кількість осіб | Відсоток |
| ---------- | -------------- | -------- |
| румунська  | 2520           | 99,4%    |
| турецька   | 8              | 0,3%     |
| циганська  | 5              | 0,2%     |
| болгарська | 1              | < 0,1%   |

Склад населення комуни за віросповіданням:
| Релігія       | Кількість осіб | Відсоток |
| ------------- | -------------- | -------- |
| православні   | 2505           | 98,9%    |
| мусульмани    | 22             | 0,9%     |
| не релігійні  | 5              | 0,2%     |
| римо-католики | 2              | 0,1%     |

## Зовнішні посилання
- Дані про комуну Делень на сайті Ghidul Primăriilor [Архівовано 10 січня 2012 у Wayback Machine.]